# Florian Tessier
Florian Tessier est un joueur international de rink hockey né le 13 mars 1987.

## Parcours sportif
Licencié au club de La Vendéenne La Roche sur Yon, il rejoint le Nantes ARH où il reste quatre saisons. Lors de la descente du club en Nationale 2, il le quitte pour rejoindre le SCRA Saint-Omer. Il revient à Nantes au bout d'une saison, mais cette fois à l'ASTA Nantes. À la fin de la saison, il commence la saison au sein de la Roche-sur-Yon, mais part en cours d'année pour prendre la direction de Noisy-le-Grand pour y jouer en Nationale 2. 

En 2010, il participe au championnat d'Europe. 

### Palmarès
En 2010, il s'adjuge la Coupe de France avec le club de Saint-Omer Simpson.